# Zpackané Vánoce
Zpackané Vánoce (v anglickém originále A Very Crappy Christmas) je sedmnáctý díl čtvrté řady amerického komediálního animovaného televizního seriálu Městečko South Park.

## Děj
V South Parku se blíží Vánoce, ale nikdo nekupuje dárky. Erica, Kennyho, Kyle a Stana to znepokojuje a přijdou za starostkou vyřešit její problém s propadem městské ekonomiky. Představí ji jejich plán, že budou chtít obnovit vánočního ducha přes svůj animovaný film. Starostka jim poskytne 300 dolarů. Klukům se po hodinách práce povede film udělat, a to navzdory tomu, že je Eric opustil. Při promítání, kterého se účastní i Eric, se film zničí během promítání a lidé odejdou z venkovního kina. Druhý den na Štědrý večer se panu Hankeymu podaří film spravit a lidé v South Parku se po jeho zhlédnutí rozhodnou na poslední chvíli koupit dárky, protože si uvědomí, že láska a rodina není to jediné co k Vánocům patří, a že duchem Vánoc je nákupní horečka. Starostce se kluci zalíbili a napadlo jí, že by pro ni mohli udělat dalších 100 filmů. Kluci to ale odmítnou, protože vědí, kolik práce by si s tím museli dát.